# Campagne-lès-Wardrecques
Campagne-lès-Wardrecques település Franciaországban, Pas-de-Calais megyében. Lakosainak száma 1300 fő (2022. január 1.). Campagne-lès-Wardrecques Renescure, Wardrecques, Arques, Blendecques és Heuringhem községekkel határos.

## Népesség
A település népességének változása:
| Lakosok száma | 1193 | 1219 | 1258 | 1243 | 1258 | 1273 | 1288 | 1294 | 1300 |
|               | 2013 | 2015 | 2016 | 2017 | 2018 | 2019 | 2020 | 2021 | 2022 |